# Almacén de las Peñuelas
El Almacén de las Peñuelas es un antiguo almacén que alberga el  Museo de Melilla  y está situado en la plaza de la Maestranza, de Melilla la Vieja en la ciudad española de Melilla.

## Historia

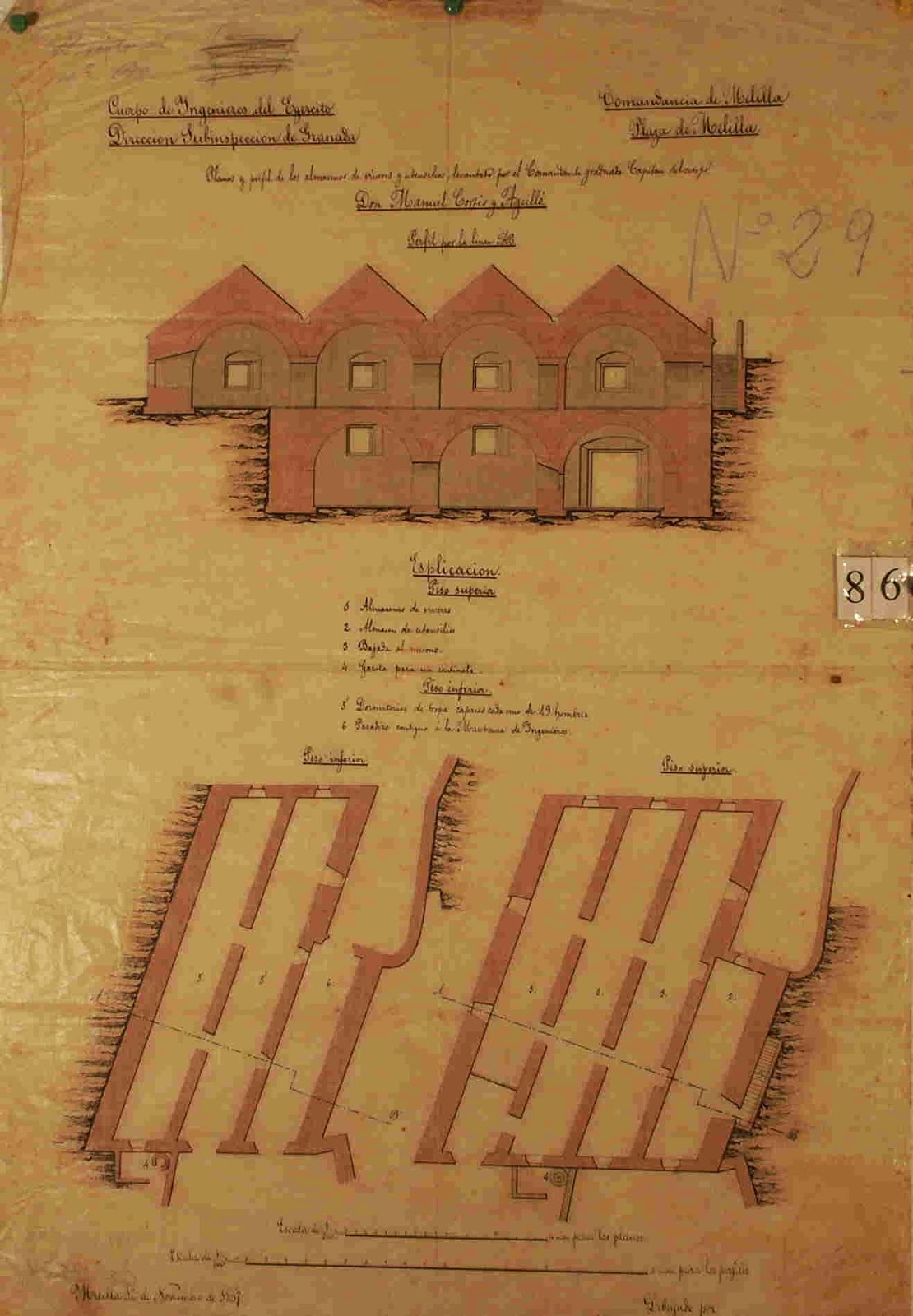

Fue construido como almacén de alimentos de 1781, restaurado entre 2007 y 2011 e inaugurado el 24 de marzo de 2011 como Museo de Melilla.

## Descripción
Está construido de piedra de la zona para las paredes y ladrillo macizo para los arcos y las bóvedas. Sus cubiertas son a dos aguas. Consta de una planta baja con tres bóvedas, la pegada al Frente de la Marina era un pasadizo, y una planta alta de cuatro bóvedas.